# Waldyr Muniz Oliva
Waldyr Muniz Oliva (Santos, 16 de junho de 1930) é um matemático brasileiro, pesquisador e professor universitário. Atuou também como um acadêmico administrador, foi diretor do Instituto de Matemática e Estatística da Universidade de São Paulo de 1973 a 1977, e reitor da Universidade de São Paulo, de 1978 a 1982.
É tio do falecido diretor do IME-USP, Sergio Muniz Oliva Filho, também matemático e professor universitário. 

## Biografia
O professor Waldyr nasceu em 1930 na cidade de Santos, no estado de São Paulo. Começou a se interessar por matemática no quarto ano do ginásio, relatou em entrevista que estudou com personalidades influentes como Mário Covas neste período do ginásio. Estudou no Colégio Estadual Canadá do curso primário até o chamado segundo ano do colegial. No terceiro ano do colegial mudou-se para o Rio de Janeiro, que cursou no Colégio Andrews. Ainda no Rio de Janeiro, estudou o primeiro ano de Engenharia na Escola Nacional de Engenharia da antiga Universidade do Brasil. No entanto, em 1952 graduou-se em Engenharia Civil na Escola Politécnica da Universidade de São Paulo e em 1959 ou 1960, graduou-se em Matemática na Faculdade de Filosofia, Ciências e Letras, ambas da Universidade de São Paulo (USP). Em 1962, recebeu o título de doutorado em matemática pela USP, onde também obteve o título de Livre-Docente em 1965, tendo conquistado a Cátedra de Elementos de Álgebra Linear e Geometria Analítica da Escola Politécnica em 1967.
Após a reforma universitária do Brasil, implantada em 1970, passou a ser professor titular do Instituto de Matemática e Estatística da Universidade de São Paulo (IME-USP), inicialmente junto ao Departamento de Matemática. Atuou também como professor titular do Departamento de Matemática da Unicamp (1971-1972) e do Departamento de Astronomia do Instituto Astronômico e Geofísico (IAG) da USP (1972-1974), no qual foi Presidente do Conselho Diretor, Chefe do Departamento de Astronomia e Vice-Diretor. O IAG-USP foi, aliás, juntamente com o Instituto Oceanográfico, transformado em unidade de ensino da USP, em virtude uma proposta apresentada pelo professor Waldyr.
Ainda como gestor, foi representante da Congregação do IME-USP junto ao Conselho Universitário (1970 a 1973), diretor do IME-USP (1973-1977) e reitor da Universidade de São Paulo de janeiro de 1978 a janeiro de 1982. Após o término dos cargos administrativos, retornou à pesquisa científica. Após dois meses de trabalho na Universidade Brown, passou cerca de um ano realizando pesquisas científicas no Instituto de Matemática Pura e Aplicada (IMPA) do CNPq. No início de 1983, retornou ao Departamento de Matemática Aplicada do IME-USP, onde trabalhou até a sua aposentadoria em setembro de 1993. Após a aposentadoria na USP, foi contratado como professor catedrático convidado do Instituto Superior Técnico da Universidade Técnica de Lisboa, onde exerce funções didáticas e de investigação científica.

## Vida pessoal
Foi casado com Myriam da Cunha Canto Oliva, falecida, com quem teve os filhos Suzana Maria, Laura Maria e Waldyr Neto. É casado com Ângela Maria Guimarães Oliva com quem teve os filhos Anna Beatriz e Luis César. Tem cinco filhos e nove netos. Descreve-se como amante da agricultura e da pecuária e torcedor fanático do Santos Futebol Clube.
Seu irmão mais novo era pai do matemático e professor universitário, Sergio Muniz Oliva Filho, também diretor do IME-USP que faleceu em 2025, durante seu mandado. 

## Realizações
Em sua gestão na reitoria da Universidade de São Paulo (1978-1982), foi responsável pela criação do Sistema Integrado de Bibliotecas da USP (SIBi), criou a Rádio USP e deu funcionamento ao Hospital Universitário, também ampliou as creches da universidade e readmitiu professores que foram cassados durante a ditadura militar do Brasil. Como diretor no IME-USP (1973-1977), esteve à frente de reformas importantes na infraestrutura de funcionamento do instituto, inaugurou o atual prédio da administração do IME e da Biblioteca Carlos Benjamin de Lyra. Além disso, atua como membro titular da Academia Brasileira de Ciências desde 1999 e também está no Instituto Superior Técnico (IST), em Lisboa (Portugal).

## Curiosidades
O professor Waldyr foi engenheiro calculista de concreto armado por aproximadamente dez anos, durante a sua atuação participou e colaborou em um grande número de projetos de altos edifícios e de obras em São Paulo. Dentre as obras que participou, destacam-se pontes do DER de São Paulo, a Cúpula da Catedral de São Paulo e a Cúpula do Palácio das Exposições do Ibirapuera.

## Prêmios e honrarias
Recebeu o prêmio “Instituto de Engenharia” em 1952 concedido ao melhor aluno do Curso de Concreto Armado da Escola Politécnica da USP.
É membro titular fundador da Academia de Ciências do Estado de São Paulo desde 1975 e foi seu presidente no biênio 1987-1989. É professor Honoris Causa da Universidade Villareal do Peru em 1978, Comendador da Ordem do Mérito Naval, Grande Oficial da Ordem do Rio Branco e da Ordem do Ypiranga. Possui as “Palmes Académiques de France”.
Em 1994, foi nomeado professor emérito do Instituto de Matemática e Estatística da Universidade de São Paulo, foi homenageado com um encontro internacional de Matemática intitulado “Dynamical Phase Transitions” que ocorreu no IME-USP e cujos proceedings estão publicados no volume 1, número 4 de 1994, do periódico Resenhas do IME-USP. Além disso, foi coordenador da área de matemática, membro e vice-presidente do Conselho Superior da Fundação de Amparo à Pesquisa do Estado de São Paulo (FAPESP).
Participou como membro das seguintes instituições e sociedades acadêmicas:
- Sociedade Brasileira de Matemática.[1]
- Sociedade Portuguesa de Matemática.[1]
- Academia de Ciências do Estado de São Paulo.[1]
- Academia de Ciências do Estado de São Paulo, posse em 28/04/1999.[5][1]

## Livros e capítulos de livros[11]
- Hale, Jack K., Luis T. Magalhães, and Waldyr M. Oliva. An introduction to infinite dimensional dynamical systems-geometric theory. Vol. 47. Springer Science & Business Media, 2013.
- Hale, Jack K., Luis T. Magalhães, and Waldyr Oliva. Dynamics in infinite dimensions. Vol. 47. Springer Science & Business Media, 2006.
- Oliva, Waldyr Muniz. Geometric mechanics. Springer, 2004.
- Oliva, Waldyr M. "Morse–Smale semiflows. Openess and A-stability." Differential Equations and Dynamical Systems (2000): 285-307.
- OLIVA, Waldyr Muniz. Realidade de matemática: a controvérsia dos computadores, extraindo ordem do caos, medindo simetria e outros ensaios. São Carlos: ICMC-USP, 1994.
- OLIVA, Waldyr Muniz. Integrability problems in hamiltonian systems. Ravello: Cnr, 1992.
- OLIVA, Waldyr Muniz; OLIVEIRA, José Carlos Fernandes de; CASTILLA, M S A C. Topics on Hamiltonian systems. Campinas: Imecc-Unicamp, 1988.
- KUPKA, I; OLIVA, Waldyr Muniz. Generic properties and structural stability of dissipative mechanical systems. São Paulo: IME-USP, 1985.
- OLIVA, WALDYR M. "Functional differential equations—generic theory." In Dynamical Systems, pp. 195-209. Academic Press, 1976.

## Artigos científicos[11]
- Kobayashi, Marcelo H., and Waldyr M. Oliva. "A note on the conservation of energy and volume in the setting of nonholonomic mechanical systems." A Note on the Conservation of Energy and Volume in the Setting of Nonholonomic Mechanical Systems (2003): 383-411.
- Kupka, Ivan, and Waldyr M. Oliva. "The non-holonomic mechanics." Journal of Differential Equations 169, no. 1 (2001): 169-189.
- Duarte, Pedro, Rui L. Fernandes, and Waldyr M. Oliva. "Dynamics of the attractor in the Lotka–Volterra equations." journal of differential equations 149, no. 1 (1998): 143-189.
- Ragazzo, C. Grotta, J. Koiller, and W. M. Oliva. "On the motion of two-dimensional vortices with mass." Journal of Nonlinear Science 4, no. 1 (1994): 375-418.
- Castilla, M. S. A. C., Vinicio Moauro, Piero Negrini, and Waldyr Muniz Oliva. "The four positive vortices problem: regions of chaotic behavior and the non-integrability." In Annales de l'IHP Physique théorique, vol. 59, no. 1, pp. 99-115. 1993.
- Fusco, G., and W. M. Oliva. "Transversality between invariant manifolds of periodic orbits for a class of monotone dynamical systems." Journal of Dynamics and Differential Equations 2, no. 1 (1990): 1-17.
- Fusco, Giorgio, and Waldyr Muniz Oliva. "Jacobi matrices and transversality." Proceedings of the Royal Society of Edinburgh Section A: Mathematics 109, no. 3-4 (1988): 231-243.
- Oliva, W. M. "Functional differential equations on compact manifolds and an approximation theorem." Journal of Differential Equations 5, no. 3 (1969): 483-496.

- Commons